# Levi Eškol
Levi Eškol (hebrejsky:  לֵוִי אֶשְׁכּוֹל, rodným jménem Levi Školnik, hebrejsky: לֵוִי שׁקוֹלנִיק, rusky: Леви (Лев) Школьник; 25. října 1895, Oratov – 26. února 1969, Jeruzalém) byl v pořadí třetí izraelský premiér. Tuto funkci zastával od roku 1963 až do své smrti v roce 1969. Během své politické kariéry dále zastával posty ministra financí, obrany, zemědělství a bydlení. Byl členem levicové strany Mapaj, kterou přetransformoval na Ma'arach. Stal se prvním izraelským premiérem, který zemřel během svého funkčního období.

## Biografie
Narodil se jako Levi Školnik v obci Oratov nedaleko Kyjeva v carském Rusku (dnešní Ukrajina). Pocházel z bohaté chasidské rodiny (jeho matka měla chasidské předky, zatímco otec byl mitnagdim). Levimu se dostalo tradičního židovského vzdělání ve Vilně (dnešní Vilnius). V šestnácti letech vstoupil do sionistické organizace Ce'irej Cijon (Mladí Siónu). O tři roky později, v roce 1914, emigroval do Palestiny, která v té době ještě byla pod osmanskou správou.

### Po příchodu do Palestiny
Po svém příchodu pracoval jako zemědělský dělník a politický aktivista. Brzy na to vstoupil do Židovské legie, jež byla součástí britské armády, a během první světové války bojoval proti Turkům. Po válce patřil ke skupině osadníků, která v roce 1920 založila kibuc Deganja Bet. V roce 1921 se stal jedním ze zakládajících členů Histadrutu a v roce 1930 byl u založení strany Mapaj. V roce 1937 sehrál důležitou roli při založení vodní společnosti Mekorot a z této pozice hrál rovněž významnou roli při přesvědčování německé vlády v umožnění židovské emigrace do Palestiny (emigrující si mohli část svého majetku vyměnit za německé zboží, které si poté mohli vzít s sebou). Ve společnosti Mekorot působil jako výkonný ředitel až do roku 1951 a do té doby zavedl systém státního vodohospodářství, které umožnilo intenzivní zemědělské zavlažování. Vrcholem jeho úsilí se stalo vybudování Národního rozvaděče vody, který byl spuštěn v roce 1964, kdy již byl premiérem.
V roce 1940 vstoupil do Hagany a stal se členem jejího vrchního velení, kde byl zodpovědný za nákup zbraní. Během izraelské války za nezávislost se stal vůbec prvním generálním ředitelem na ministerstvu obrany a během svého působení v tomto úřadě se aktivně podílel na budování izraelského obranného průmyslu. V tomto období si rovněž hebraizoval své příjmení na Eškol. V letech 1944 až 1948 byl tajemníkem telavivského magistrátu a od roku 1948 se stal rovněž předsedou Světové sionistické organizace. Byl rovněž členem vedení Židovské agentury, kde zastával dvě významné funkce, a to konkrétně funkci pokladníka (v letech 1949 až 1951) a ředitele oddělení osadnictví (v letech 1948 až 1963).

### Politická kariéra

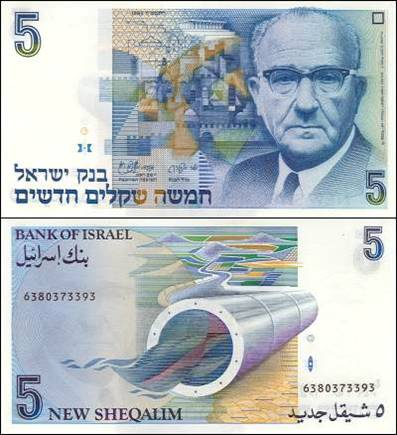
Levi Eškol na 5šekelové bankovce

V roce 1951 byl v parlamentních volbách poprvé zvolen poslancem Knesetu za Mapaj. Po svém zvolení byl jmenován ministrem zemědělství a průmyslu a tuto funkci zastával až do roku 1952, kdy se po smrti Eli'ezera Kaplana stal ministrem financí; tuto pozici poté zastával dalších jedenáct let až do roku 1963. Jeho funkční období je charakterizováno velkým ekonomickým růstem (HDP mělo 10% meziroční růst), a to navzdory velkým finančním výdajům spojeným s přijetím velkého množství židovských imigrantů z arabských zemí, rozvojovými projekty, vyzbrojováním Izraelských obranných sil či sinajskou válkou. Stal se rovněž významnou postavou ve vedení Mapaje a sám premiér David Ben Gurion jej označil za svého nástupce.
Když Ben Gurion v červnu 1963 rezignoval, Eškol byl zvolen předsedou strany a 23. července téhož roku jej nahradil ve funkci izraelského premiéra a ministra obrany. V pozici premiéra se Eškol snažil zlepšit izraelské zahraniční vztahy. V roce 1964 uskutečnil vůbec první oficiální cestu izraelského premiéra do Washingtonu a zasadil se o úzký vztah mezi těmito dvěma zeměmi. Nejvýznamnějším krokem se v jeho zahraniční politice v roce 1965 stalo navázání diplomatických styků se západním Německem (pokračováním procesu, jejž začal Ben Gurion). Navázal též důležité kulturní vztahy se Sovětským svazem, díky nimž mohli sovětští židé snadněji emigrovat do Izraele.
V roce 1964 učinil smířlivé gesto, když nechal do Izraele převést ostatky Ze'eva Žabotinského, zakladatele a ideologického vůdce revizionistického sionismu, a při státním pohřbu jej pohřbít na Herzlově hoře v Jeruzalémě.
Vztahy Ben Guriona a Eškola se výrazně zhoršily v souvislosti s takzvanou Lavonovou aférou, která se týkala neúspěšné tajné operace Mosadu v Egyptě (operace Susannah), jež se odehrála o desetiletí dříve; Ben Gurion nesouhlasil s očištěním Lavona bez řádné soudní vyšetřovací komise a dokonce jej obvinil ze záměrného maření vyšetřování. Ben Gurion se poté neúspěšně pokusil Eškola v primárních volbách strany porazit, načež společně s několika dalšími členy strany Mapaj opustili a v červnu 1965 založili stranu Rafi. Mezitím se Mapaj sloučila se stranou Achdut ha-avoda a společně vytvořili stranu Ma'arach, jejímž byl Eškol předsedou. V následujících říjnových parlamentních volbách roku 1965 byla Rafi stranou Ma'arach poražena.

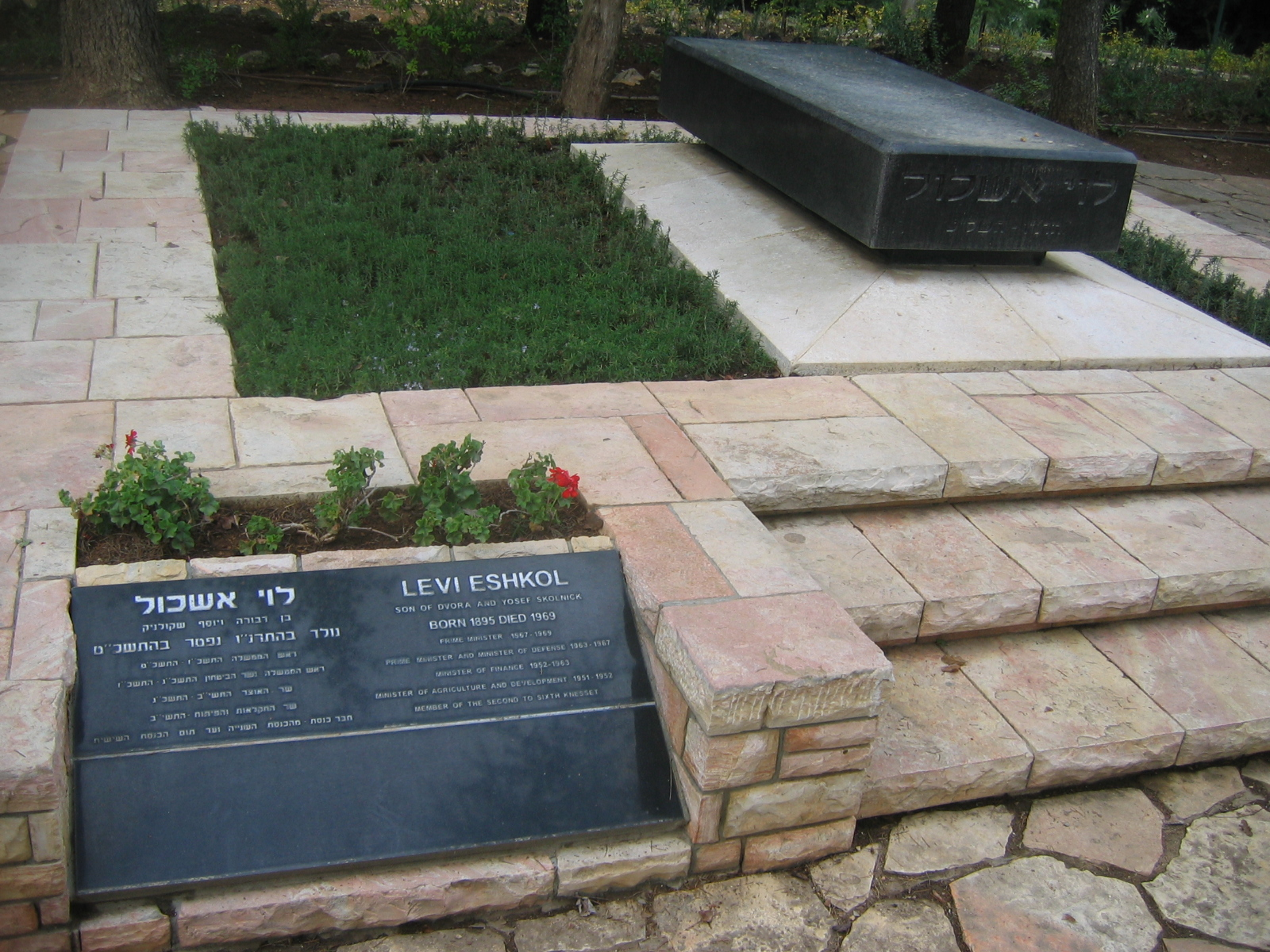
Hrob Levi Eškola

Nejvýznamnějším okamžikem jeho premiérského funkčního období se stala šestidenní válka v roce 1967. Před touto válkou vytvořil vládu národní jednoty, v níž v důsledku tlaku veřejnosti přenechal křeslo ministra obrany pro Moše Dajana, a do níž mimo jiné přizval stranu Cherut Menachema Begina, která se vůbec poprvé stala součástí izraelské vlády. Tato válka začala preventivním izraelským útokem proti Egyptu a Sýrii, které se jej chystaly napadnout, a skončila jednoznačným izraelským vítězstvím, při němž získal území východního Jeruzaléma, Golanských výšin, Západního břehu Jordánu, Pásma Gazy a Sinajského poloostrova (tj. území dříve pod správou Jordánska, Sýrie a Egypta).
Po válce v roce 1968 s pomocí Goldy Meirové sjednotil tři labouristické strany (Mapaj, Rafi a Achdut ha-Avodu), které daly vzniknout současné izraelské Straně práce.
Levi Eškol zemřel na srdeční příhodu během svého funkčního období přímo ve své kanceláři. Je pohřben na národním hřbitově na Herzlově hoře v Jeruzalémě.

## Vyznamenání
- Národní řád Čadu – Čad, 1965
- velkokříž Národního řádu Madagaskaru – Madagaskar, 1966
- Řád Rubéna Daría – Nikaragua, 1966
- velkokříž Národního řádu Pobřeží slonoviny – Pobřeží slonoviny, 1966
- Národní řád Beninu Benin
- Řád Mono – Togo

## Dílo
Kneset zmiňuje dvě Eškolovy hebrejsky psané publikace, a to:
- (1958) Porodní bolesti osad
- (1969) Dědictví země